# Lepralia regularis
Lepralia regularis är en mossdjursart som beskrevs av Charles Henry O'Donoghue 1923. Lepralia regularis ingår i släktet Lepralia, ordningen Cheilostomatida, klassen Gymnolaemata, fylumet mossdjur och riket djur. Inga underarter finns listade i Catalogue of Life.